# Leavenworthia crassa
Leavenworthia crassa är en korsblommig växtart som beskrevs av Reed Clark Rollins. Leavenworthia crassa ingår i släktet Leavenworthia och familjen korsblommiga växter. Inga underarter finns listade i Catalogue of Life.

## Bildgalleri

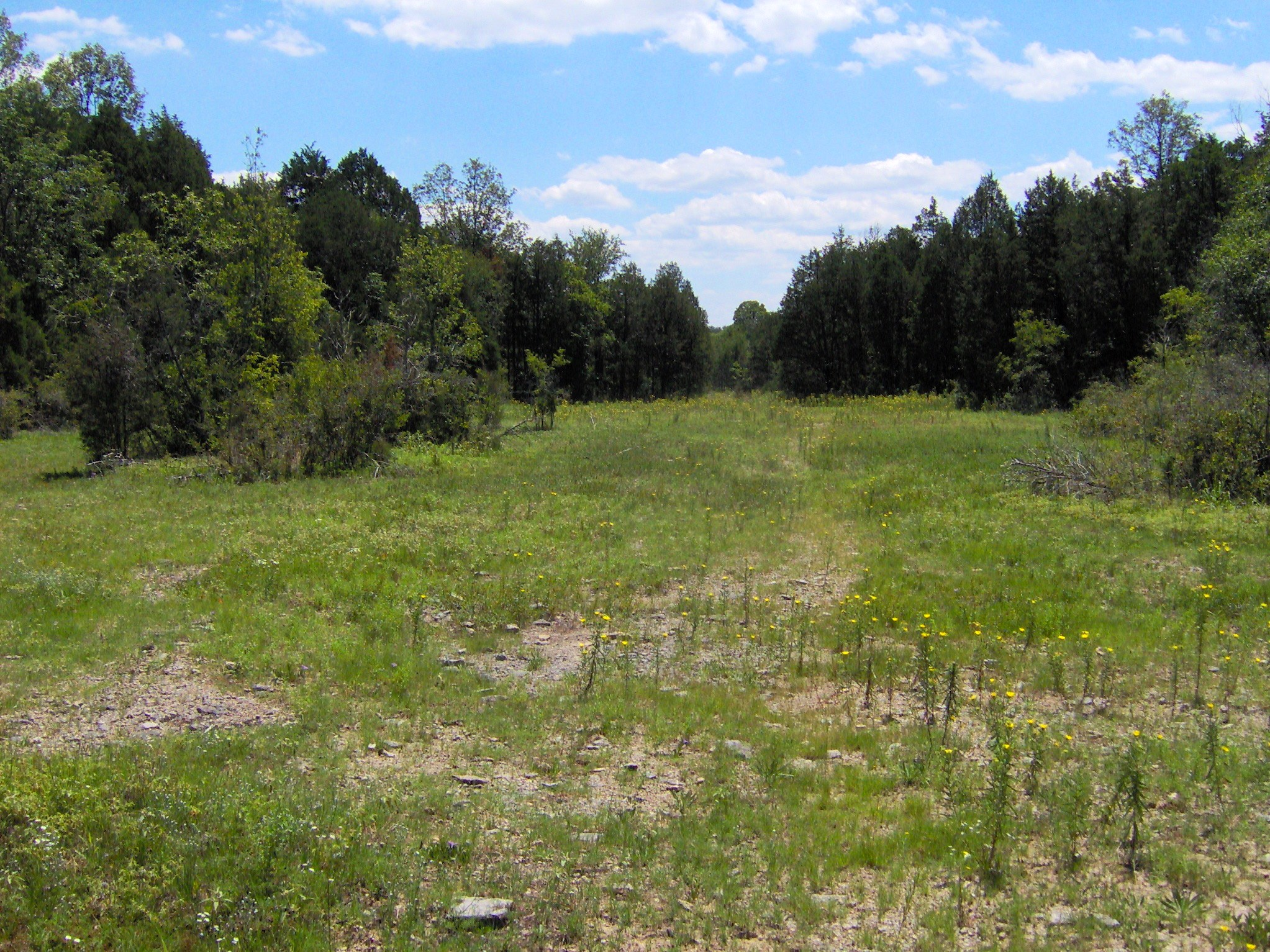